# Six Flags
Six Flags Entertainment Corporation, oft einfach als Six Flags bezeichnet, ist ein US-amerikanisches Freizeitparkunternehmen mit Hauptsitz in Charlotte, North Carolina, USA. Es wurde am 2. Juli 2024 nach einer Fusion zwischen den langjährigen Rivalen Cedar Fair und dem ehemaligen Six Flags-Unternehmen gegründet. Das kombinierte Unternehmen besitzt und betreibt 51 Anlagen in ganz Nordamerika, darunter Freizeitparks, Wasserparks und Resorts.

## Geschichte

### Vor der Fusion

Six Flags Logo bis 2024

#### Six Flags
Six Flags Theme Parks entstanden mit der Gründung der Great Southwest Corporation durch Angus G. Wynne und andere Investoren, die im August 1961 den ersten Park, Six Flags Over Texas, eröffneten. Nach der Übernahme durch die Pennsylvania Railroad wurden in den nächsten zwei Jahrzehnten weitere Parks gebaut und unabhängige Parks aufgekauft. 1984 erwarb Six Flags die Rechte an den Looney Tunes-Charakteren von Warner Bros., und Time Warner wurde von 1993 bis 1995 Haupteigentümer. 1998 kaufte Premier Parks aus Oklahoma das Unternehmen für 1,86 Milliarden Dollar und benannte einige seiner bestehenden Parks in Nordamerika und Europa um.
In den 2000er Jahren hatte Six Flags mit steigenden Schulden zu kämpfen und verkaufte 2004 europäische Parks. 2009 meldete das Unternehmen Insolvenz nach Chapter 11 an, setzte jedoch den Betrieb fort und kam 2010 als Six Flags Entertainment Corp. unter neuer Führung zurück. Jim Reid-Anderson übernahm 2010 den CEO-Posten, gefolgt von Mike Spanos 2019. Der neue CEO Selim Bassoul, der 2021 die Leitung übernahm, führte eine umstrittene Strategie zur Verbesserung der Gästeerfahrung durch höhere Eintrittspreise ein, die nach einem Besucherrückgang 2022 wieder aufgegeben wurde.

#### Cedar Fair
Cedar Point Amusement Park begann in den 1870er Jahren als Badeort und entwickelte sich zu einem beliebten Freizeitziel, was 1887 zur Gründung der Cedar Point Pleasure Resort Company führte. Trotz einer Wirtschaftskrise in den 1890er Jahren kaufte George Arthur Boeckling das Resort 1897 für 256.000 Dollar und gründete die G.A. Boeckling Company, unter deren Leitung das Resort bis 1931 florierte.
1978 erwarb Cedar Point den Valleyfair-Vergnügungspark, und 1983 entstand die Cedar Fair Limited Partnership, bekannt als Cedar Fair, die ihren Namen von den beiden Parks ableitete. Das Unternehmen ging 1987 an die Börse und baute Cedar Point zu einem der größten Vergnügungsparks der Welt aus, während es weitere Parks in den USA erwarb.

### Fusion
In den Jahren vor der Fusion gab es mehrere erfolglose Versuche, Cedar Fair zu übernehmen, darunter ein geplatzter Deal mit Apollo Global Management im April 2010. Am 2. Oktober 2019 berichtete Reuters, dass Six Flags eine Bar- und Aktienübernahme von Cedar Fair vorgeschlagen hatte, die jedoch schnell abgelehnt wurde. Im Februar 2022 machte SeaWorld Parks & Entertainment (jetzt United Parks & Resorts) ein unaufgefordertes Barangebot über 3,4 Milliarden Dollar, das zwei Wochen später zurückgewiesen wurde.
Die Fusion zwischen Six Flags und Cedar Fair wurde am 1. Juli 2024 abgeschlossen und schuf die größte Vergnügungsparkkette in Nordamerika mit 42 Parks in den USA, Kanada und Mexiko. Diese Fusion, als Fusion der Gleichen beschrieben, führte dazu, dass Cedar Fair Mehrheitsbesitzer wurde, mit einer 51%igen Beteiligung an der neuen Six Flags Entertainment Corporation. Richard Zimmerman, ehemaliger Präsident und CEO von Cedar Fair, übernahm die gleiche Rolle im neuen Unternehmen, während Selim Bassoul, ehemaliger CEO von Six Flags, zum Exekutivvorsitzenden des Vorstands wurde. Der Hauptsitz wurde nach Charlotte, North Carolina, verlegt, mit bedeutenden administrativen und finanziellen Operationen in Sandusky, Ohio, dem ehemaligen Hauptsitz von Cedar Fair.

### Nach der Fusion
Ein zentraler Entwicklungsschritt nach der Fusion war die Ankündigung einer Investition von über 1 Milliarde USD in die nächsten zwei Jahre (2025–2026), um die Gästeerfahrung zu verbessern. Diese Investition umfasst neue Fahrgeschäfte, Attraktionen, Themenbereiche und Upgrades für Speise- und Getränkeeinrichtungen. Konkret für 2025 wurden sieben neue Achterbahnen angekündigt, zusammen mit erweiterten saisonalen Veranstaltungen wie Fright Fest, Halloween Haunt und Tricks and Treats.

## Attraktionen

### Freizeitparks
| Name                                        | Standort                  | Eröffnung | Übernahme |
| ------------------------------------------- | ------------------------- | --------- | --------- |
| California's Great America                  | Santa Clara, Kalifornien  | 1976      | 2006      |
| Canada's Wonderland                         | Vaughan, Ontario          | 1981      | 2006      |
| Carowinds                                   | Charlotte, North Carolina | 1973      | 2006      |
| Cedar Point                                 | Sandusky, Ohio            | 1870      | —         |
| Dorney Park & Wildwater Kingdom             | Allentown, Pennsylvania   | 1884      | 1992      |
| Frontier City                               | Oklahoma City, Oklahoma   | 1958      | 2018      |
| Kings Dominion                              | Doswell, Virginia         | 1975      | 2006      |
| Kings Island                                | Mason, Ohio               | 1972      | 2006      |
| Knott's Berry Farm                          | Buena Park, Kalifornien   | 1920      | 1997      |
| La Ronde                                    | Montréal, Quebec          | 1967      | 2001      |
| Michigan's Adventure                        | Muskegon, Michigan        | 1956      | 2001      |
| Six Flags America                           | Largo, Maryland           | 1973      | 1999      |
| Six Flags Darien Lake                       | Darien, New York          | 1981      | 2018      |
| Six Flags Discovery Kingdom                 | Vallejo, Kalifornien      | 1968      | 1997      |
| Six Flags Fiesta Texas                      | San Antonio, Texas        | 1992      | 1998      |
| Six Flags Great Adventure                   | Jackson, New Jersey       | 1974      | 1977      |
| Six Flags Great America                     | Gurnee, Illinois          | 1976      | 1984      |
| Six Flags Great Escape and Hurricane Harbor | Queensbury, New York      | 1954      | 1996      |
| Six Flags Magic Mountain                    | Valencia, Kalifornien     | 1971      | 1979      |
| Six Flags México                            | Mexiko-Stadt, Mexiko      | 1982      | 1999      |
| Six Flags New England                       | Agawam, Massachusetts     | 1870      | 1997      |
| Six Flags Over Georgia                      | Austell, Georgia          | 1967      | —         |
| Six Flags Over Texas                        | Arlington, Texas          | 1961      | —         |
| Six Flags St. Louis                         | Eureka, Missouri          | 1971      | —         |
| Valleyfair                                  | Shakopee, Minnesota       | 1976      | 1978      |
| Worlds of Fun                               | Kansas City, Missouri     | 1973      | 1995      |

### Wasserparks

#### Im Freien
| Name                                     | Standort                  | Eröffnet                | Erworben                |
| Im Freizeitpark gelegen                  | Im Freizeitpark gelegen   | Im Freizeitpark gelegen | Im Freizeitpark gelegen |
| ---------------------------------------- | ------------------------- | ----------------------- | ----------------------- |
| Carolina Harbor                          | Charlotte, North Carolina | 1982                    | 2006                    |
| Oceans of Fun                            | Kansas City, Missouri     | 1982                    | 1995                    |
| Six Flags Hurricane Harbor               | Queensbury, New York      | 1995                    | 1996                    |
| Six Flags Hurricane Harbor Maryland      | Largo, Maryland           | 1982                    | 1992                    |
| Six Flags Hurricane Harbor               | Darien, New York          | 2010                    | 2018                    |
| Six Flags Hurricane Harbor               | Agawam, Massachusetts     | 1997                    | 1998                    |
| Six Flags Hurricane Harbor               | Austell, Georgia          | 2014                    | —                       |
| Six Flags Hurricane Harbor               | Eureka, Missouri          | 1999                    | —                       |
| Soak City                                | Doswell, Virginia         | 1992                    | 2006                    |
| Soak City                                | Mason, Ohio               | 1989                    | 2006                    |
| Soak City                                | Shakopee, Minnesota       | 1983                    | —                       |
| South Bay Shores                         | Santa Clara, California   | 2004                    | 2006                    |
| Splash Works                             | Vaughan, Ontario          | 1992                    | 2006                    |
| WildWater Adventure                      | Muskegon, Michigan        | 1992                    | 2001                    |
| Separates Ticket nötig                   |                           |                         |                         |
| Cedar Point Shores                       | Sandusky, Ohio            | 1988                    | —                       |
| Knott's Soak City                        | Buena Park, California    | 2000                    | —                       |
| Schlitterbahn Galveston                  | Galveston, Texas          | 2006                    | 2019                    |
| Schlitterbahn New Braunfels              | New Braunfels, Texas      | 1979                    | 2019                    |
| Six Flags Hurricane Harbor Los Angeles   | Valencia, California      | 1995                    | —                       |
| Six Flags Hurricane Harbor Arlington     | Arlington, Texas          | 1983                    | 1995                    |
| Six Flags Hurricane Harbor New Jersey    | Jackson, New Jersey       | 2000                    | —                       |
| Six Flags Hurricane Harbor Oaxtepec      | Oaxtepec, Mexico          | 2017                    | 2016                    |
| Six Flags Hurricane Harbor Concord       | Concord, California       | 1995                    | 2017                    |
| Six Flags Hurricane Harbor Phoenix       | Phoenix, Arizona          | 2009                    | 2018                    |
| Six Flags Hurricane Harbor SplashTown    | Spring, Texas             | 1984                    | 2018                    |
| Six Flags White Water                    | Marietta, Georgia         | 1983                    | 1999                    |
| Six Flags Hurricane Harbor Oklahoma City | Oklahoma City, Oklahoma   | 1981                    | 2018                    |
| Six Flags Hurricane Harbor Rockford      | Cherry Valley, Illinois   | 1984                    | 2019                    |
| Six Flags Hurricane Harbor Chicago       | Gurnee, Illinois          | 2005                    | —                       |
| Six Flags Hurricane Harbor San Antonio   | San Antonio, Texas        | 1992                    | 1998                    |

### Innen
| Name                                            | Standort             | Eröffnet | Erworben |
| ----------------------------------------------- | -------------------- | -------- | -------- |
| Castaway Bay                                    | Sandusky, Ohio       | 2004     | —        |
| Six Flags Great Escape Lodge & Indoor Waterpark | Queensbury, New York | 2006     | —        |

## Geplante Attraktionen
| Name                   | Standort             | Eröffnung |
| ---------------------- | -------------------- | --------- |
| Six Flags Qiddiya City | Riyadh, Saudi Arabia | 2025      |